# Gran Premi d'Alemanya del 1982
Resultats del Gran Premi d'Alemanya de Fórmula 1 de la temporada 1982, disputat al circuit de Hockenheimring el 8 d'agost del 1982.

## Resultats
| Pos | No | Pilot              | Equip             | Voltes | Temps/ Retirada              | Pos. de sortida | Punts |
| --- | -- | ------------------ | ----------------- | ------ | ---------------------------- | --------------- | ----- |
| 1   | 27 | Patrick Tambay     | Ferrari           | 45     | 1h 27' 25. 178               | 5               | 9     |
| 2   | 16 | René Arnoux        | Renault           | 45     | + 16.379 s                   | 3               | 6     |
| 3   | 6  | Keke Rosberg       | Williams - Ford   | 44     | + 1 Volta                    | 9               | 4     |
| 4   | 3  | Michele Alboreto   | Tyrrell - Ford    | 44     | + 1 Volta                    | 7               | 3     |
| 5   | 23 | Bruno Giacomelli   | Alfa Romeo        | 44     | + 1 Volta                    | 11              | 2     |
| 6   | 29 | Marc Surer         | Arrows - Ford     | 44     | + 1 Volta                    | 26              | 1     |
| 7   | 4  | Brian Henton       | Tyrrell - Ford    | 44     | + 1 Volta                    | 17              |       |
| 8   | 14 | Roberto Guerrero   | Ensign - Ford     | 44     | + 1 Volta                    | 21              |       |
| 9   | 12 | Nigel Mansell      | Lotus - Ford      | 43     | + 2 Voltes                   | 18              |       |
| 10  | 35 | Derek Warwick      | Toleman - Hart    | 43     | + 2 Voltes                   | 14              |       |
| 11  | 20 | Chico Serra        | Fittipaldi - Ford | 43     | + 2 Voltes                   | 25              |       |
| Ret | 7  | John Watson        | McLaren - Ford    | 36     | Virolla                      | 10              |       |
| Ret | 26 | Jacques Laffite    | Ligier - Matra    | 36     | Prob. de conducció           | 15              |       |
| Ret | 5  | Derek Daly         | Williams - Ford   | 25     | Motor                        | 19              |       |
| Ret | 18 | Raul Boesel        | March - Ford      | 22     | Pneumàtics                   | 24              |       |
| Ret | 11 | Elio de Angelis    | Lotus - Ford      | 21     | Prob. de conducció           | 13              |       |
| Ret | 1  | Nelson Piquet      | Brabham - BMW     | 18     | Col·lisió                    | 4               |       |
| Ret | 10 | Eliseo Salazar     | ATS - Ford        | 17     | Col·lisió                    | 22              |       |
| Ret | 15 | Alain Prost        | Renault           | 14     | Injecció                     | 2               |       |
| Ret | 2  | Riccardo Patrese   | Brabham - BMW     | 13     | Motor                        | 6               |       |
| Ret | 22 | Andrea de Cesaris  | Alfa Romeo        | 9      | Caixa canvi                  | 8               |       |
| Ret | 25 | Eddie Cheever      | Ligier - Matra    | 8      | Problem. amb el combustible  | 12              |       |
| Ret | 30 | Mauro Baldi        | Arrows - Ford     | 6      | Problem. amb el combustible  | 23              |       |
| Ret | 31 | Jean Pierre Jarier | Osella - Ford     | 3      | Direcció                     | 20              |       |
| Ret | 9  | Manfred Winkelhock | ATS - Ford        | 3      | Embragatge                   | 16              |       |
| NVS | 28 | Didier Pironi      | Ferrari           | 0      | Accident en els entrenaments | 1               |       |
| NVQ | 33 | Tommy Byrne        | Theodore - Ford   |        |                              |                 |       |
| NVQ | 17 | Rupert Keegan      | March - Ford      |        |                              |                 |       |
| NVQ | 36 | Teo Fabi           | Toleman - Hart    |        |                              |                 |       |

## Altres
- Pole: Didier Pironi 1' 47. 947

- Volta ràpida: Nelson Piquet 1' 54. 035 (a la volta 7)